# 小行星6210
小行星6210（英語：6210 Hyunseop）是一颗围绕太阳公转的小行星。1991年1月14日，松山正則、渡邊和郎在钏路市发现了此天体。
这颗小行星的绝对星等为21.79929255611225等。